# Zachary Carlson
Pour les articles homonymes, voir Carlson.
Zachary "Zach" Carlson (né le 25 avril 1995 à Plano dans le Texas) est un coureur cycliste américain, spécialiste de la piste.

## Palmarès sur piste

### Championnats panaméricains
- Couva 2017
  -  Champion panaméricain de la course à l'américaine (avec Zak Kovalcik).

### Championnats des États-Unis
- 2013
  -  Champion des États-Unis de vitesse juniors
  -  Champion des États-Unis de l'omnium juniors
  - 3e de la poursuite juniors
- 2014
  - 3e de la poursuite
- 2016
  -  Champion des États-Unis de poursuite par équipes (avec Jordan Marhanka, Kyle Perry et Ryan Shean)
- 2017
  -  Champion des États-Unis du scratch
  - 3e de la poursuite